# Khénémet-néfer-hedjet II
Khénémet-néfer-hedjet II (Oueret) est une ancienne reine égyptienne de la XIIe dynastie, une épouse de Sésostris III.  

## Éléments historiques et sépulture
Elle est l'une des quatre femmes connues de Sésostris III, les trois autres étant Méretséger, Néferhenout et (éventuellement) Sathathoriounet. Son nom est également un titre de reine utilisé à l'époque : khénémet-néfer-hedjet signifie « unie à la couronne blanche ».
Elle est mentionnée sur deux des statues de son mari (qui se trouvent maintenant respectivement au British Museum et au Musée égyptien du Caire ; cette dernière a été trouvé à Héracléopolis).
Elle a été enterrée dans la pyramide IX dans le complexe des pyramides de Dahchour, où ses bijoux ont été trouvés en 1994.
Ses titres étaient : Femme du Roi ; Grand Sceptre. 